# Pampatar
Pampatar é uma cidade venezuelana, capital do município de Maneiro.